# Grossfürsten-Marsch
Grossfürsten-Marsch (Marcia dei Granduchi), op.107, è una marcia di Johann Strauss (figlio).
La Grossfürsten-Marsch fu composta da Strauss in occasione della visita a Vienna dei granduchi di Russia Nikolai e Michail. I granduchi, i più giovani dei figli dello zar Nicola I (1796-1855), accompagnarono il padre a Vienna nel marzo del 1852 e rimasero personali ospiti del giovane imperatore d'Austria Francesco Giuseppe fino a metà maggio.
Il 21 marzo, subito dopo il loro arrivo nella capitale, Nikolai (1831-1891) e Michail (1832-1909) furono ospiti d'onore ad una festa del principe Paolo Anton Esterhazy nel suo palazzo di Vienna e Johann Strauss e la sua orchestra furono invitati a partecipare alla serata.
Questa fu la prima occasione per il ventiseienne compositore di incontrare i due granduchi, e fu in questa occasione che eseguì per loro la Grossfürsten-Marsch. Più tardi, durante i concerti estivi di Johann a Pavlovsk, il Granducha Michail avrà modo di esibirsi con l'orchestra Strauss nelle vesti di violoncellista in più occasioni; nonostante ciò, la marcia verrà eseguita in Russia soltanto una volta, il 12 giugno 1856.
Domenica 2 maggio 1852 all'Unger Casinò nel sobborgo di Vienna Hernals, Johann eseguì in pubblico la sua Grossfürsten-Marsch. Tale fu il successo che il lavoro venne ripetuto non meno di sei volte, il Neue Wiener Musikzeitung (06-05-1852) commentò: